# ماريتا كوخ
ماريتا كوخ (بالألمانية: Marita Meier-Koch) (من مواليد 18 فبراير 1957) لاعبة رياضية أولمبية ألمانية، جمعت خلال حياتها المهنية ستة عشر رقما قياسيا عالميا في سباقات، فضلا عن أربعة عشر رقما قياسيا عالميا في الأحداث الداخلية. ولا يزال سجلها 47.60 في 400 متر، في 6 أكتوبر 1985، لا يزال قائما.

## سيرة شخصية
أفضل العداءات الألمانية حتى الآن رقمها القياسي لم يحطم بعد منذ سنة  1982 , لم تشارك العداءة في اولمبياد 1976 بسبب الإصابة وعادت للتتويج سنة 1977 , السنة بعدها توجت بالبطولة الأوروبية في براغ في مسافات 400 متر و4 × 400 متر.
في 11 يونيو 1979 في ملتقى كارل ماكس أصبحت أول عداءة تتحصل على رقم تحت 22 ثانية في مسافة 200 متر.و كان مدربها وزوجها الألماني المعروف فولفغانغ ماير , أكدت كوخ أنها الأفضل في مسافة 400 متر في اولمبياد موسكو 1980 حين احتلت المركز الأول في مسافة 400 متر.
في سنة 1982 وفي البطولة الأوربية بمدينة أثينا في اليونان تبهر الجميع وتحتل المركز الأول دائما في مسافة 200 متر , وفي سنة 1983 وفي أول بطولة عالمية لألعاب القوى فازت بثلاثة ميداليات ذهبية وكانت في :
سباق 400 متر , 200 متر وسباق 4 × 100 متر , واتبعتها بميدالية فضية في مسافة 100 متر.
لم تشارك في أولمبياد سنة 1984 بعد مشاكل بين البلد المنظم والبلد الألماني وفي سنة بعدها شاركت في البطولة العالمية واحتلت المركز الأول في مسافة 400 متر وسجلت الرقم القياسي الذي لم يحطم حتى الآن ويقدر 47.60 ثواني , فازت ببطولتها الأوروبية الأخيرة سنة 1986 واعتزلت العداءة سنة 1991.

## روابط خارجية
- ماريتا كوخ على موقع الاتحاد الدولي لألعاب القوى (الإنجليزية)
- ماريتا كوخ على موقع اللجنة الأولمبية الدولية (الإنجليزية)
- ماريتا كوخ على موقع أوليمبيديا (الإنجليزية)

قالب:تذييل بطل أولمبي سباق 400 متر سيدات